# Medaille für Trunkenheit

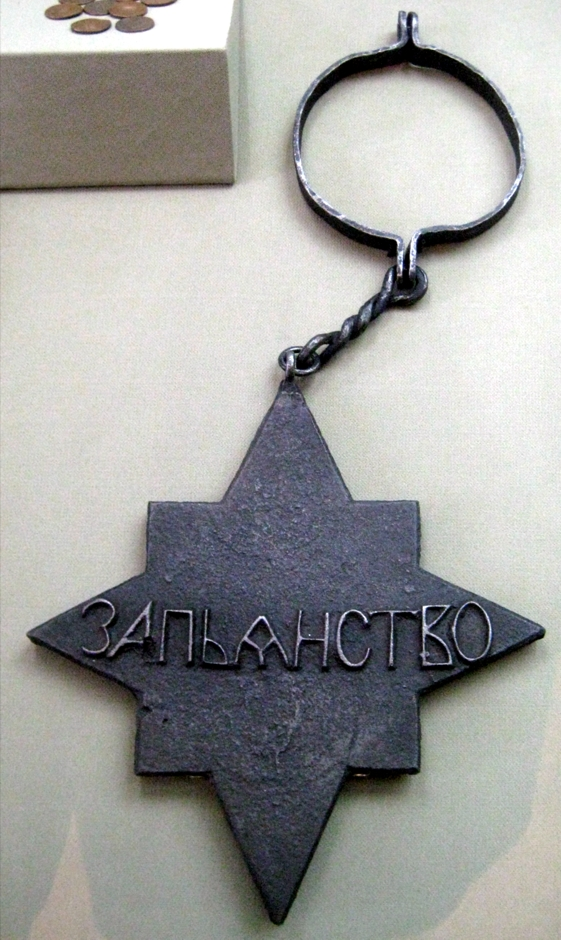
Medaille "Für Trunkenheit"

Die Medaille „Für Trunkenheit“ (russ. Медаль «За пьянство») war eine gusseiserne Medaille, die durch Peter I. 1714 im Kampf gegen den Alkoholismus eingeführt wurde.
Die Masse der Medaille (ohne Kette) betrug 6,8 kg. Damit dürfte sie die schwerste Medaille der Geschichte gewesen sein. Sie wurde auf der Polizeiwache als Bestrafung für übermäßigen Alkoholkonsum "verliehen" und wurde mit einer Kette so befestigt, dass sie nicht mehr abgenommen werden konnte. Nach einigen Quellen musste die "Medaille" eine Woche lang getragen werden.